# Foreste pluviali montane del Vogelkop
Le foreste pluviali montane del Vogelkop costituiscono un'ecoregione terrestre appartenente all'ecozona australasiana e al bioma delle foreste pluviali di latifoglie tropicali e subtropicali (codice ecoregione: AA0127). Questa ecoregione si estende per circa 22.400 km² nella parte occidentale della Nuova Guinea, in Indonesia.
Il loro stato di conservazione è classificato come vulnerabile.

## Territorio

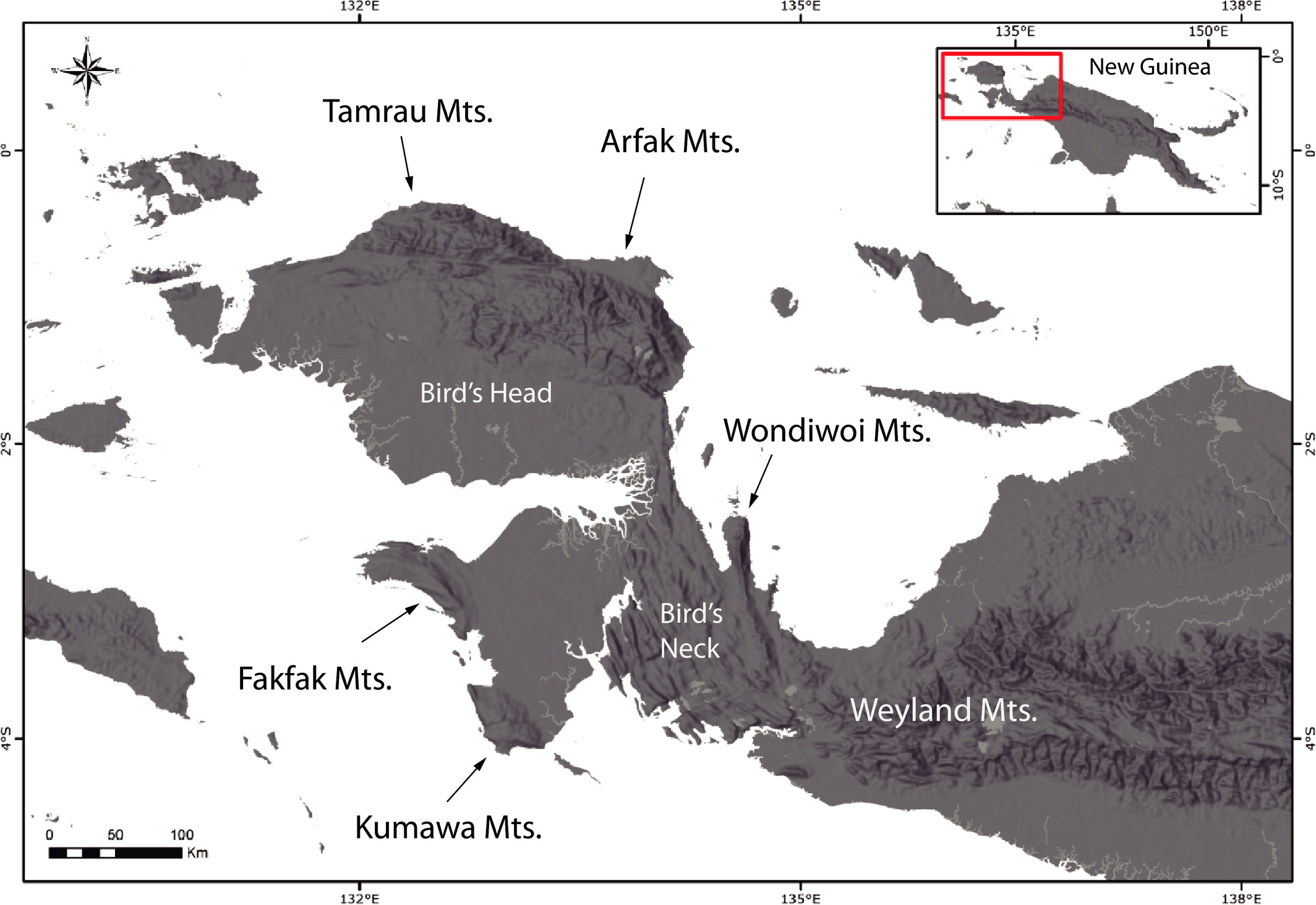
Monti della Nuova Guinea occidentale

Questa ecoregione comprende le foreste montane (a quote superiori ai 1.000 m.) situate nei monti Tamrau e Arfak della penisola di Vogelkop, nei monti Fakfak e Kumawa della penisola di Bomberai, e nei monti Wondiwoi della penisola di Wandamen, nella Nuova Guinea occidentale. L'ecoregione è quindi distribuita in quattro aree separate, con la più estesa situata nella penisola settentrionale di Vogelkop. La cima più alta della regione è il monte Arfak (2.955 m s.l.m.), nella catena omonima, che rappresenta anche il punto più elevato della Nuova Guinea Occidentale. Gli altri gruppi montuosi sono meno alti: Tamrau (2.582 m), Fakfak (1.203 m), Kumawa (1.490 m) e Wondiwoi (2.552 m).
Le foreste pluviali di pianura (al di sotto dei 1.000 m) della penisola di Vogelkop appartengono a un'ecoregione distinta denominata Foreste pluviali di pianura del Vogelkop e delle isole Aru (codice WWF AA0128). Le foreste di paludi d'acqua dolce del Vogelkop meridionale, invece, sono incluse nell'ecoregione delle Foreste paludose della Nuova Guinea meridionale (codice WWF AA0121).
La Nuova Guinea settentrionale è una regione tettonicamente molto attiva, con una storia geologica complessa. La geologia superficiale di questa ecoregione frammentata è molto diversificata: i monti Wandamen-Wondiwoi sono di origine metamorfica, i monti Fakfak e Kumawas sono composti principalmente da calcare, mentre i monti Arfak e Tamrau presentano una combinazione eterogenea di arenaria, calcare e rocce vulcaniche.
Il clima dell'ecoregione è tropicale umido, tipico di questa parte della Melanesia, situata nell'Oceano Pacifico occidentale a nord dell'Australia.

## Flora

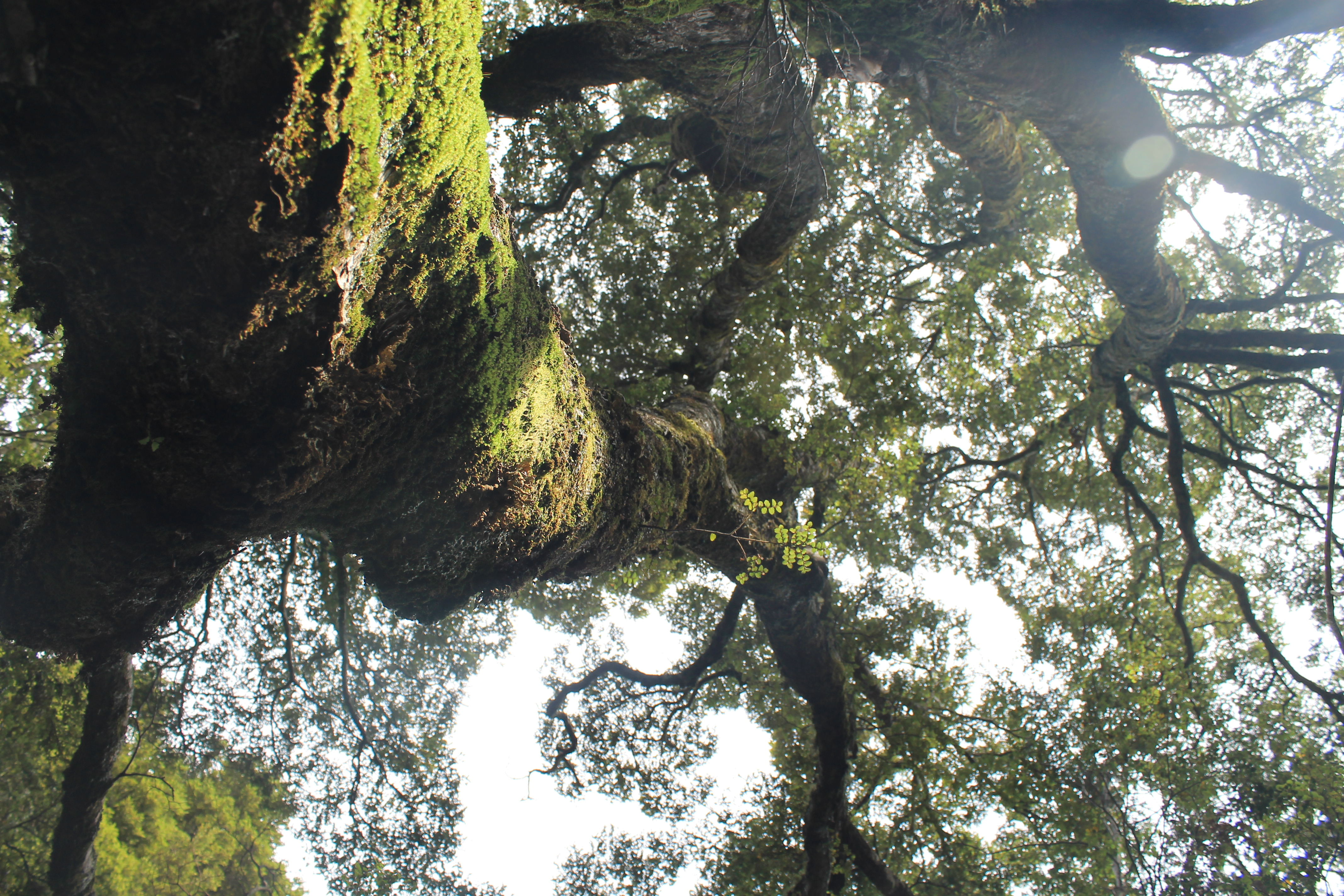
Nothofagus della foresta tropicale montana

Le foreste pluviali montane di Vogelkop rappresentano ambienti montani tropicali isolati, circondati dall'oceano e da foreste di pianura. Questo isolamento ha favorito l'evoluzione di numerose specie uniche al mondo, adattate alle particolari condizioni montane. Sebbene alcune catene montuose siano di dimensioni ridotte, esse rimangono relativamente incontaminate.
L'ecoregione è costituita principalmente da habitat di foresta tropicale montana sempreverde e foresta tropicale umida sempreverde. In misura minore, comprende anche foreste tropicali montane su calcare, foreste calcaree e foreste tropicali semi-sempreverdi.
La vegetazione della foresta montana in questa ecoregione è caratterizzata dalla presenza di Castanopsis alle quote più basse. Con l'aumento dell'altitudine, la vegetazione evolve in foreste di faggi antartici (Nothofagus) ricoperte di muschio, che in alcuni casi formano popolamenti monotipici. Più in alto, prevalgono foreste di conifere, con specie come Podocarpus, Dacrycarpus, Dacridium e Papuacedrus.
Nei monti Arfak e Farfak sono presenti diverse specie di piante endemiche, ma la flora della regione rimane in gran parte poco studiata. L'ecoregione include numerosi centri di diversità vegetale, tra cui i monti Arfak, i monti Tamrau (settentrionali e meridionali), i monti Kumawa e i monti Wandammen-Wondiwoi.

## Fauna

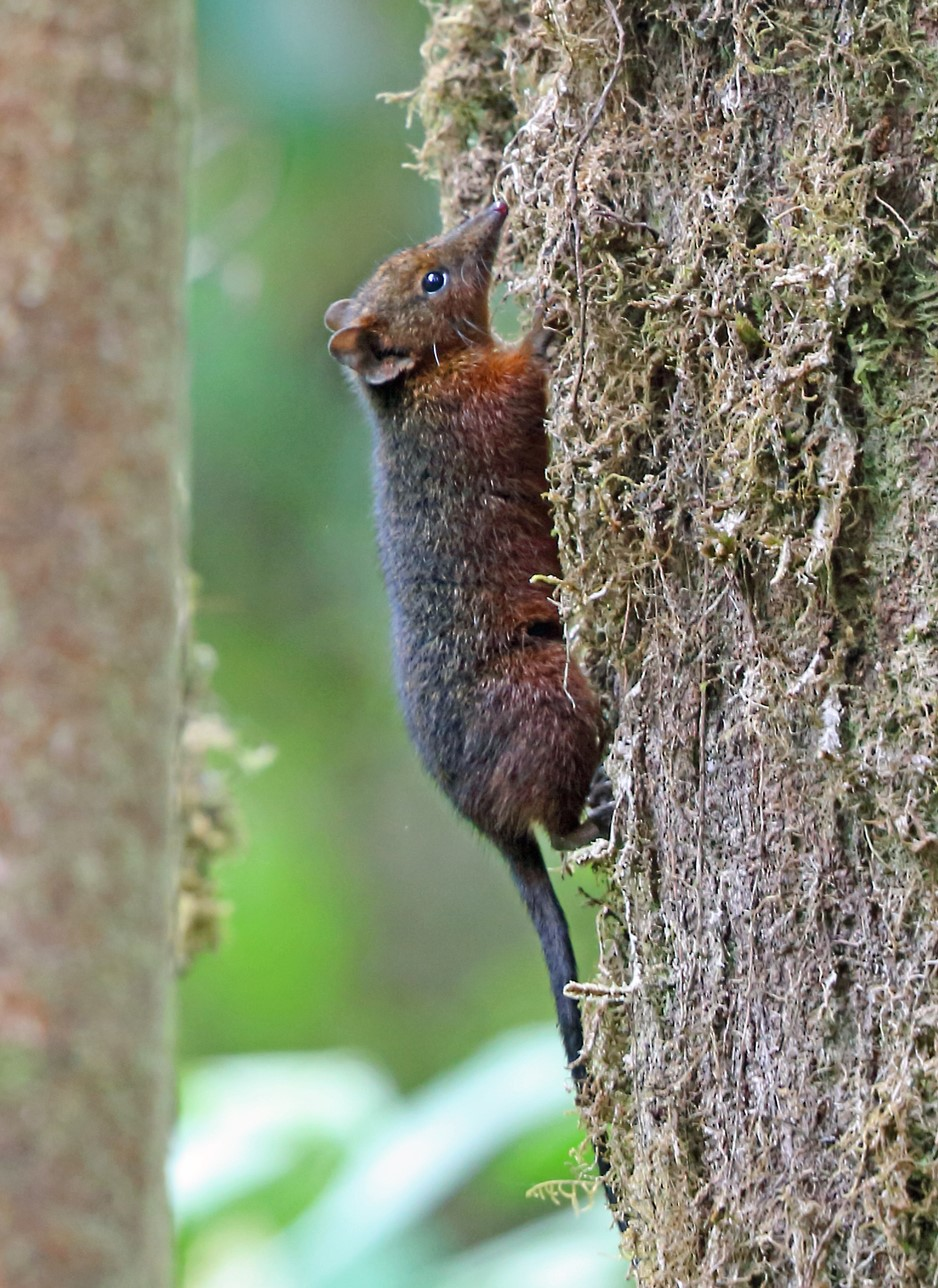
Phascolosorex doriae, Pegunungan Arfak, 2015

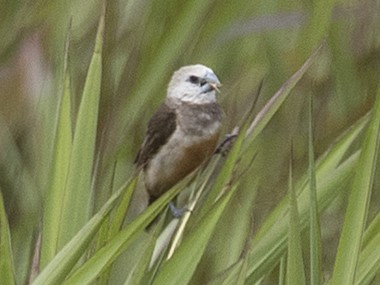
Lonchura vana, monti Arfak, 2018

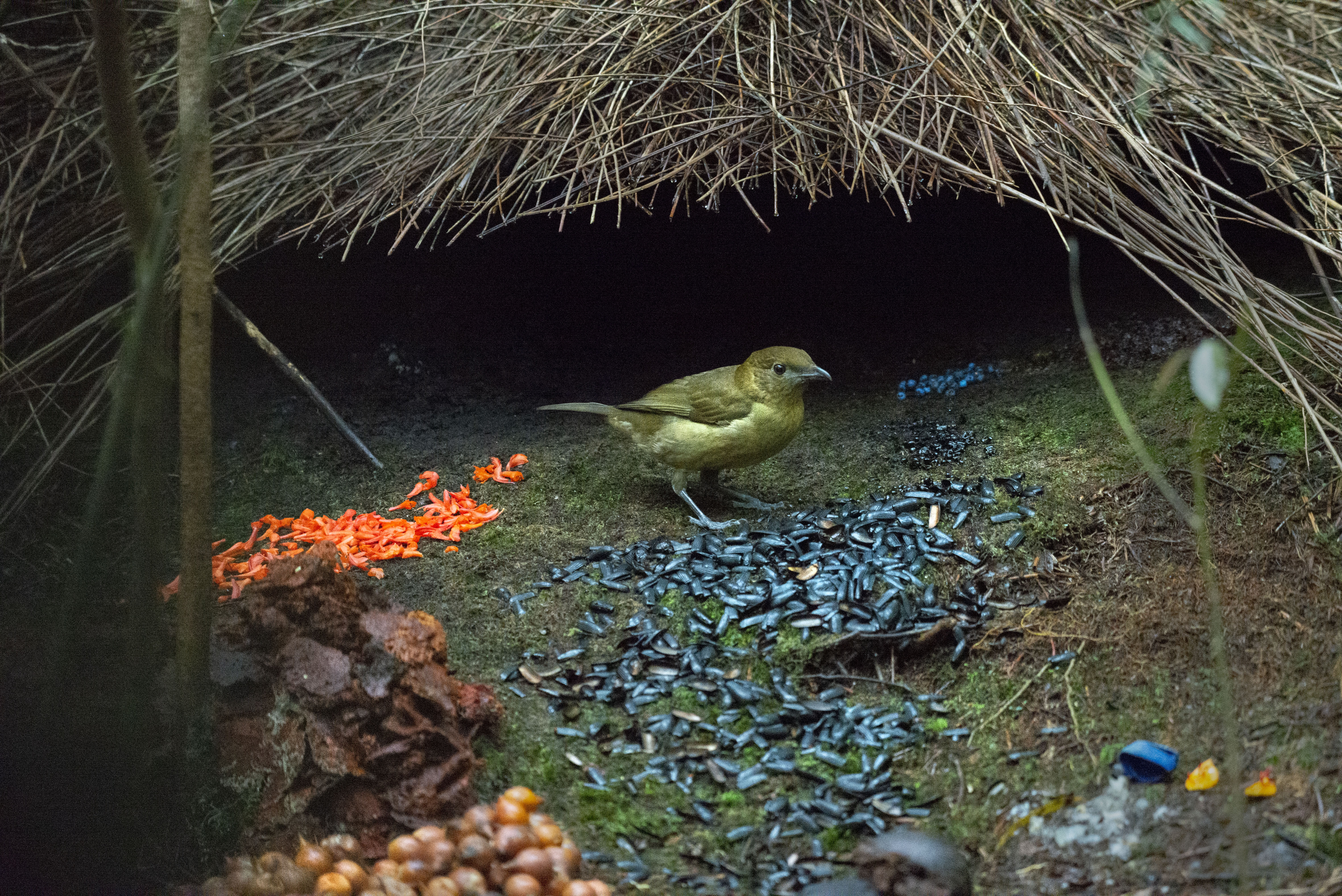
Nido di Amblyornis inornatus, Manokwari, Papua Barat, 2016

In generale, questa ecoregione presenta una ricchezza e un livello di endemismo inferiori rispetto a quelli della vicina ecozona indo-malese.
L'ecoregione ospita 42 specie di mammiferi, di cui 7 endemiche o quasi endemiche. Tra queste, il coda ad anello di Schlegel (Pseudochirulus schlegeli), noto unicamente attraverso un esemplare tipo trovato nei monti Arfak, non è stato osservato in nessun'altra parte del mondo. La fauna dei mammiferi comprende un'ampia varietà di marsupiali tropicali australasiani, inclusi i canguri arboricoli. L'echidna dal becco lungo di Arfak (Zaglossus bruijni), precedentemente classificata come in pericolo prima di essere distinta dall'echidna papuana (Zaglossus bartoni), è presumibilmente ancora minacciata, poiché è una preda ambita dagli esseri umani. Il canguro arboricolo di Doria (Dendrolagus dorianus), una specie della Cordigliera Centrale, si trova solo nei monti Wandammen all'interno di questa ecoregione ed è considerato vulnerabile.
Altre specie di mammiferi endemiche o quasi endemiche includono:
- Phascolosorex doriae;
- Microperoryctes murina;
- Dendrolagus ursinus;
- Leptomys elegans;
- Hyomys dammermani.

L'avifauna dell'ecoregione ha tratti tipicamente australasiatici e comprende rappresentanti di numerose famiglie, tra cui Ptilonorhynchidae, Eopsaltridae, Meliphagidae e Paradisaeidae. Sono state registrate 304 specie di uccelli, di cui 20 endemiche o quasi endemiche. L'ecoregione corrisponde all'Endemic Bird Area (EBA) degli altopiani della Papua occidentale e ospita 20 specie di uccelli a raggio limitato, 9 delle quali non si trovano altrove. Molte di queste specie sono limitate a singole catene montuose. Il cappuccino dell'Arfak (Lonchura vana) è considerato vulnerabile.
Altre specie di uccelli endemiche o quasi endemiche della regione includono:
- Rallina leucospila (rallina striata);
- Pachycephala meyeri (zufolatore di Meyer);
- Sericornis rufescens (scricciolo di macchia del Vogelkop);
- Lonchura vana (cappuccino degli Arfak);
- Amblyornis inornata (giardiniere del Vogelkop);
- Melidectes leucostephes (mangiamiele del Vogelkop);
- Melipotes gymnops (succhiamiele di D'Albertis);
- Astrapia nigra (paradisea dell'Arfak);
- Parotia sefilata (paradisea dai sei fili).

L'area dei monti Arfak è rinomata per la diversità delle farfalle della famiglia Papilionidae. In questi monti sono presenti 23 specie endemiche, mentre nei monti della penisola di Wandammen se ne trovano 7.

## Conservazione

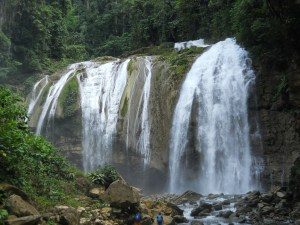
Cascata Maredred, monti Fakfak, 2014

Le principali minacce agli habitat di questa regione derivano dalla pressione esercitata dall'aumento costante della popolazione locale e dalle concessioni di disboscamento per lo sfruttamento economico del legname. Nonostante ciò, la maggior parte degli habitat rimane intatta, fatta eccezione per una piccola area nella parte orientale dell'ecoregione, che è stata bonificata.
Nella regione sono presenti diverse aree protette che contribuiscono alla conservazione degli habitat. La più vasta è il Parco nazionale di Teluk Cenderawasih, che si estende per 14.535 km².
Oltre al Parco nazionale, altre importanti aree protette includono:
- Riserva naturale di Tamrau Utara, nella parte settentrionale dei monti Tamrau;[5]
- Riserva naturale di Pegunungan Tamrau Selatan, nella parte meridionale dei monti Tamrau;[6]
- Riserva naturale di Pegunungan Arfak, nei monti omonimi della penisola di Vogelkop;[7]
- Riserva naturale di Pegunungan Kumawa, nei monti omonimi nella penisola di Bomberai;[8]
- Riserva naturale di Pegunungan Fakfak, nei monti omonimi della penisola di Bomberai.[9]
- Riserva naturale di Pegunungan Wondiboy, situata nei monti Wondiboy della penisola di Wandamen.[10]

Queste aree protette rappresentano un'importante barriera contro la distruzione degli ecosistemi, contribuendo alla tutela della biodiversità unica di questa ecoregione.